# Black Space
Black Space (hebräisch בלקספייס) ist eine israelische Fernsehserie. Die Serie wurde ab dem 13. Dezember 2020 auf Reshet 13 ausgestrahlt. In Deutschland folgte die Ausstrahlung ab dem 9. August 2021 auf RTL Crime.

## Handlung
Die Serie beginnt mit einem Schockmoment: An einer israelischen Highschool verüben maskierte Angreifer während eines Schulfestes ein tödliches Massaker. Dabei sterben mehrere Schüler, während die Täter unerkannt entkommen. Die Ermittlungen werden von Rami Davidi, einem erfahrenen und engagierten Ermittler, übernommen.
Rami selbst ist ein ehemaliger Schüler dieser Schule und überlebte vor Jahren ein gewalttätiges Ereignis, das ihn noch immer belastet. Seine Rückkehr an den Ort seiner Kindheit bringt alte Wunden ans Licht und verstärkt seinen Drang, den Fall zu lösen.
Während der Ermittlungen stellt sich heraus, dass die Täter vermutlich Schüler der Schule selbst sind. Durch die Spurensuche in den sozialen Netzwerken und verborgenen Gruppenchats kommen verstörende Details über Gewalt, Gruppenzwang und den sozialen Druck innerhalb der Schule ans Licht.

## Besetzung und Synchronisation
Die deutschsprachige Synchronisation entstand nach den Dialogbuch von Susanne Boetius, die ebenfalls Dialogregie führte, durch die Synchronfirma Studio Hamburg Synchron GmbH.
| Rolle         | Schauspieler      | Synchronsprecher |
| ------------- | ----------------- | ---------------- |
| Rami Davidi   | Guri Alfi         | Jaron Löwenberg  |
| Noga Russo    | Assi Levy         | Harriet Kracht   |
| Morag Shmuel  | Reut Alush        | Flavia Vinzens   |
| Chanoch Tavor | Shai Avivi        | Oliver Siebeck   |
| Miri Davidi   | Meirav Shirom     | Nurcan Özdemir   |
| Libi          | Liana Ayoun       | Celina Gaschina  |
| Eran Sagi     | Noam Karmeli      | David Kunze      |
| Tom Tadmor    | Yehonatan Vilozny | Sascha Werginz   |
| Itamar        | Yoav Rotman       | Jonas Frenz      |
| Shir Tadmor   | Gily Itskovitch   | Vivien Gilbert   |
| Omer Rokach   | Oneg Efron        | Oliver Szerkus   |

## Veröffentlichung
Black Space wurde von Adi Hasak entwickelt, produziert und auf dem israelischen Sender Reshet 13 ausgestrahlt. In Deutschland wurde die Serie ab dem 9. August 2021 auf RTL Crime ausgestrahlt. Die zweite Staffel kam am 10. Juni 2024 raus.

## Episodenliste

### Staffel 1
| Nr. (ges.) | Nr. (St.) | Deutscher Titel | Originaltitel        | Erstausstrahlung Israel | Deutschsprachige Erstveröffentlichung (Deutschland) |
| ---------- | --------- | --------------- | -------------------- | ----------------------- | --------------------------------------------------- |
| 1          | 1         | Das Massaker    | פרק הבכורה           | 13. Dez. 2020           | 9. Aug. 2021                                        |
| 2          | 2         | Der Ermittler   | החקירה מתחילה        | 14. Dez. 2020           | 16. Aug. 2021                                       |
| 3          | 3         | Der Verdacht    | הבלקספייס נחשף       | 21. Dez. 2020           | 23. Aug. 2021                                       |
| 4          | 4         | Das Video       | המעצרים מתחילים      | 22. Dez. 2020           | 30. Aug. 2021                                       |
| 5          | 5         | Die Spur        | המתיחות בתיכון גוברת | 29. Dez. 2020           | 6. Sep. 2021                                        |
| 6          | 6         | Der Rückschlag  | אסון נוסף בתיכון     | 5. Jan. 2021            | 13. Sep. 2021                                       |
| 7          | 7         | Die Rache       | ההחלטה של עומר       | 11. Jan. 2021           | 20. Sep. 2021                                       |
| 8          | 8         | Die Schuld      | המסיבה הלבנה         | 18. Jan. 2021           | 27. Sep. 2021                                       |

### Staffel 2
| Nr. (ges.) | Nr. (St.) | Deutscher Titel | Originaltitel | Erstausstrahlung Israel | Deutschsprachige Erstveröffentlichung (Deutschland) |
| ---------- | --------- | --------------- | ------------- | ----------------------- | --------------------------------------------------- |
| 9          | 1         | -               | אתמול בלילה   | 10. Juni 2024           | -                                                   |
| 10         | 2         | -               | הכל קשור      | 17. Juni 2024           | -                                                   |
| 11         | 3         | -               | סיכוי להינצל  | 25. Juni 2024           | -                                                   |
| 12         | 4         | -               | אחת האמיצות   | 30. Juni 2024           | -                                                   |
| 13         | 5         | -               | יופי של הצגה  | 10. Juli 2024           | -                                                   |
| 14         | 6         | -               | את הרסת הכל   | 14. Juli 2024           | -                                                   |
| 15         | 7         | -               | חד קרן        | 22. Juli 2024           | -                                                   |
| 16         | 8         | -               | פרק הסיום     | 6. Aug. 2024            | -                                                   |